# Jair Gaúcho
Jair Gonçalves Prates, detto Jair Gaúcho (Porto Alegre, 11 luglio 1953), è un ex calciatore brasiliano, di ruolo attaccante.

## Caratteristiche tecniche
Giocava come attaccante.

## Carriera

### Club
Figlio del calciatore Laerte Prates, Jair nacque a Porto Alegre, ma crebbe a Ilha do Governador, a Rio de Janeiro. A causa della professione paterna, visse per un periodo a Bogotà e Barranquilla, tornando a Porto Alegre alla fine degli anni sessanta.
Iniziò la carriera nelle giovanili dell'Internacional dopo aver giocato a futsal nella Sogipa. Nel 1974, sotto la guida di Rubens Minelli, Jair era una riserva nella squadra che comprendeva Falcão, Figueroa e Carpegiani. Nel 1976 vinse il campionato Gaúcho, segnando l'1-0 del Gre-Nal all'Olímpico Monumental, con il 2-0 marcato poi da Dadá Maravilha. Nel bicampionato nazionale, ottenuto nel 1976, Jair segnò otto reti in ventidue partite. Nel 1979 giocò come centrocampista di destra a fianco di Falcão, Batista e Mário Sérgio, diventando il miglior marcatore del club con nove reti, di cui uno nella finale vinta per 2-1 contro il Vasco al Beira-Rio.
Nel 1980, dopo la sconfitta in finale di Copa Libertadores contro il Nacional di Montevideo, Jair fu mandato in prestito al Cruzeiro e si trasferì poi al Peñarol, in cambio di Rubén Paz. Nel club uruguaiano, vinse la Coppa Libertadores 1982 e la Coppa Intercontinentale, giocata contro l'Aston Villa. La sua buona prestazione contro la compagine inglese, alla quale segnò su punizione il primo gol, gli valse la nomina di miglior giocatore della finale. Passati i trent'anni d'età, Jair tornò in Brasile per giocare con la Juventus di San Paolo, e chiuse la carriera a 39 anni con l'Huracán Buceo.

### Nazionale
Debuttò con la maglia del Brasile nel 1979, totalizzando una presenza.

## Palmarès

### Club

#### Competizioni statali
- Campionato Gaúcho: 4

Internacional: 1974, 1975, 1976, 1978

#### Competizioni nazionali
- Campionato brasiliano: 3

Internacional: 1975, 1976, 1979
- Campionato uruguaiano: 1

Peñarol: 1982

#### Competizioni internazionali
- Coppa Libertadores: 1

Peñarol: 1982
- Coppa Intercontinentale: 1

Peñarol: 1982

### Individuale
- Miglior giocatore della Coppa Intercontinentale: 1

1982